# Vakok földjén
A Vakok földjén (eredeti cím: Land of the Blind) 2006-ban bemutatott brit–amerikai filmdráma, melyet Robert Edwards írt és rendezett. A főbb szerepekben Donald Sutherland, Ralph Fiennes, Tom Hollander és Lara Flynn Boyle látható. 

## Rövid történet
A film egy olyan kitalált országban játszódik, ahol az elnök az ország pénzét ízléstelen akciófilmekre költi, a kormányzás pedig televíziós sztárok kezében van.

## Szereplők
| Színész           | Szerep               | Magyar hang      |
| ----------------- | -------------------- | ---------------- |
| Ralph Fiennes     | Joe                  | Kautzky Armand   |
| Donald Sutherland | John Thorne          | Helyey László    |
| Tom Hollander     | Maximilian II elnök  | Breyer Zoltán    |
| Lara Flynn Boyle  | Josephine first lady | Román Judit      |
| Marc Warren       | Pool                 | Fesztbaum Béla   |
| Ron Cook          | Doc                  | Sörös Sándor     |
| Robert Daws       | Jones                | Németh Gábor     |
| Laura Fraser      | Madeleine            |                  |
| Jonathan Hyde     | Smith                | Cs. Németh Lajos |